# 미주리 대학교

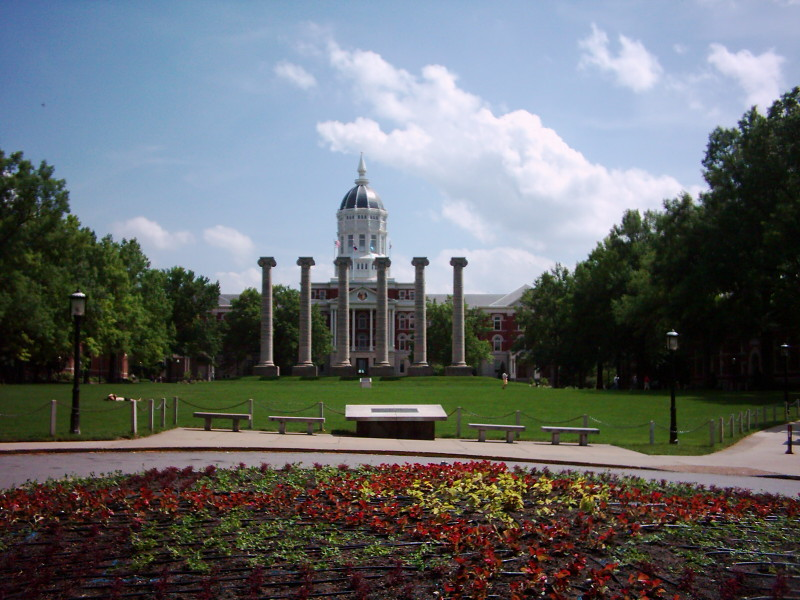

미주리 대학교(영어: University of Missouri 유니버시티 오브 미주리[*])는 미국 미주리주 컬럼비아에 위치한 미주리주 최대의 대학이다. 저널리즘, 농학, 법학, 수의학, 회계학 분야에서 유명하며, 생명 공학 분야에도 상당한 투자를 하고 있다. 원래는 미주리 대학교 컬럼비아 캠퍼스(영어: University of Missouri–Columbia 유니버시티 오브 미주리 컬럼비아[*])라는 이름였지만, 현재의 이름으로 개칭했다.